# Adísia Sá
Maria Adísia Barros de Sá, née le 7 novembre 1929 à Cariré, est une animatrice de radio, présentatrice de télévision, écrivaine, philosophe et journaliste brésilienne.

## Biographie
En 1954, Adísia Sá obtient une licence de philosophie. Elle est diplômée de philosophie à l'Université fédérale du Ceará. Elle prépare un doctorat dans la même université et soutient sa thèse en 1976 à l'Université de Pernambouc.
Elle commence sa carrière de journaliste à la Gazeta de Notícias en 1955.
En 2009, le journal O Estado de S. Paulo créé le concours culturel de journalisme Adísia Sá en son honneur. En 2013, elle reçoit la Médaille de l'Abolition de l'État du Ceará,,,,.

## Liste des œuvres
- (pt) Adísia Sá, Fundamentos científicos da comunicação, Université du Texas, Editora Vozes, 1973, 287 p.
- (pt) Adísia Sá, Fenômeno metafísico, Fortaleza, 1975